# Limnaecia stenosticha
Limnaecia stenosticha là một loài bướm đêm thuộc họ Cosmopterigidae. Nó được tìm thấy ở Úc.